# Langjökull

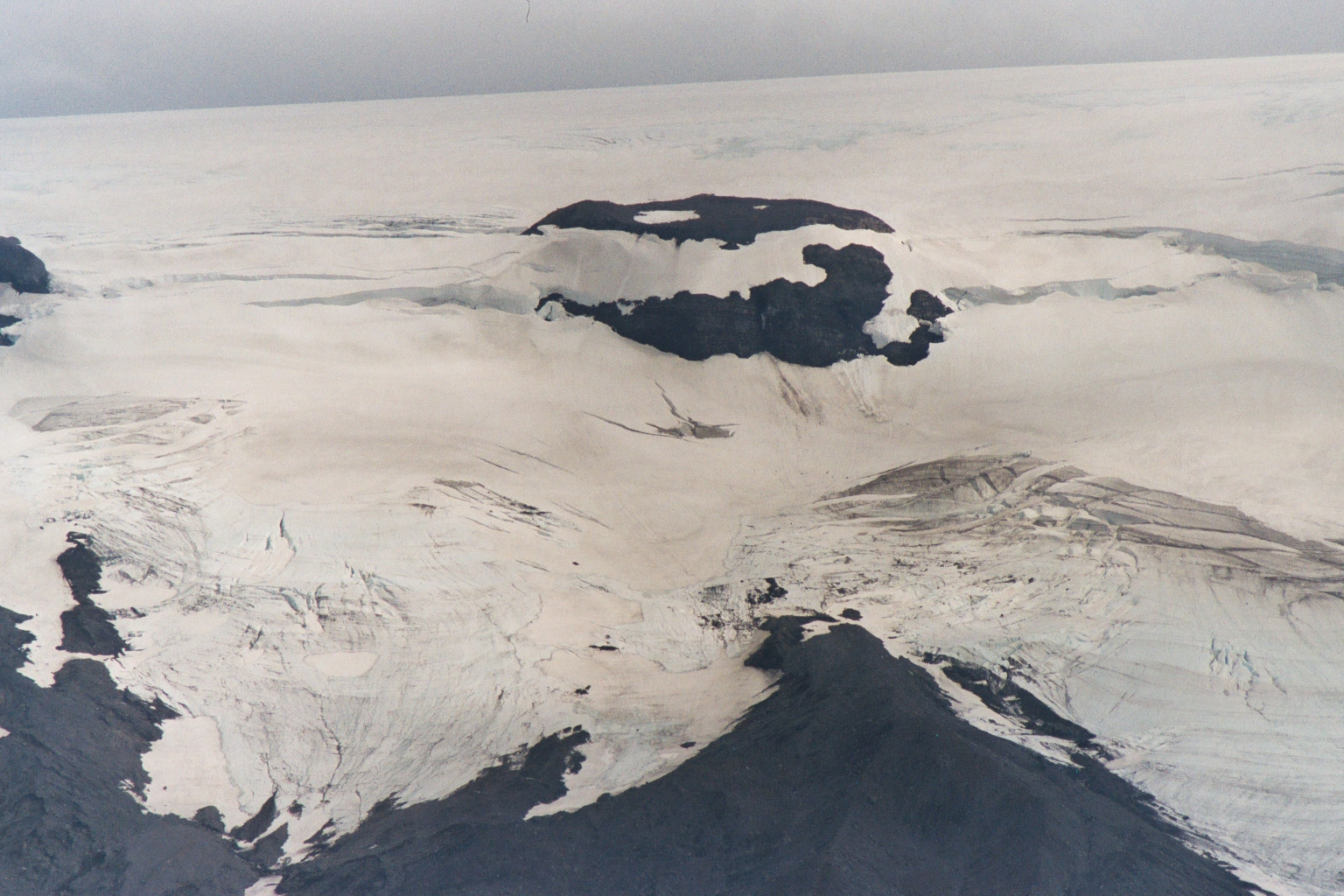
Þórisjökull og Langjökull

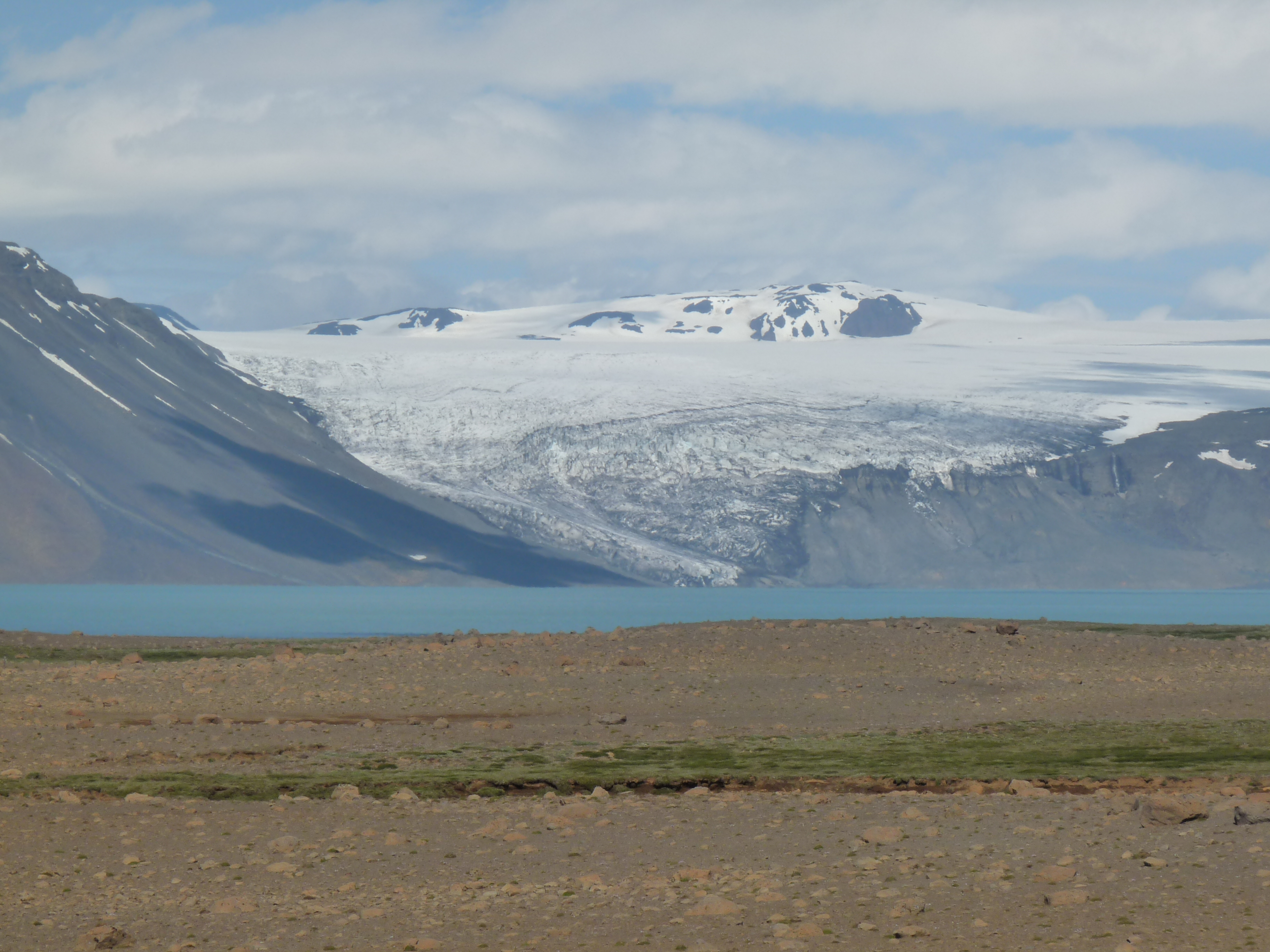
Langjökull og Hvítárvatn

Langjökull är en glaciär belägen i västra delen av Island i närheten av berget Bláfell och den mindre staden Reykholt. Glaciärens totala area är 953 km².
Norr om glaciären ligger den vidsträckta heden Arnarvatnsheiði.